# さっぽろ村ラジオ
株式会社さっぽろ村ラジオ（さっぽろむらラジオ）は、北海道札幌市東区の一部地域を放送区域として超短波放送（FM放送）を行う特定地上基幹放送事業者である。
さっぽろ村ラジオの愛称でコミュニティ放送を行っている。コールサインアナウンスでは札幌東エフエム放送（正確な表記かは定かではない。）、JOZZ1AP-FMもJOZZ1AP-Fとアナウンスしている。

## 概要
放送地域は、札幌市東区の全域、北区、中央区、西区、豊平区、白石区、石狩市の各一部。推定人口は、120万人以上。
スタジオはファイターズ通りに面しており、一部の番組を除きスタジオ観覧が可能である。
STLにアナログ専用線2本を使用しているため、高周波数帯域での音響特性が大幅に落ちている。
2019年7月より24時間放送を開始。
2019年12月よりLアラートを活用した防災・減災情報の発信を開始。
2020年11月、24時間放送を終了。9時 - 23時までの放送となる（土曜日のみ26時終了）。
札幌で活動するお笑い芸人を積極的に起用しており、かつてはトム・ブラウン、Yes!アキト、つちふまズ等もパーソナリティを担当した。

## 沿革
- 2002年（平成14年）
  - 11月8日 - 株式会社さっぽろ村ラジオ設立。
  - 11月14日 - 放送局（現・特定地上基幹放送局）の免許申請が受理される。
- 2003年（平成15年）
  - 2月14日 - 放送局の予備免許を取得。
  - 3月27日 - 放送局の免許を取得。
  - 4月1日 - 開局。
- 2021年（令和3年）5月1日 - ListenRadioによるインターネット配信を開始。

### 自社制作番組
- ラジオで介護予防！（毎日／7:00-7:10）
- 堤未果のアンダーワールド in Radio（毎日／7:10-7:20）
  - パーソナリティ：堤未果
- 村のあさおと。（毎日／7:20-8:00）
- さっぽろ村きょうのそらよほう（月曜-木曜／10:00-10:05）
- ムーさんのお茶にしませんか（月曜-木曜、金曜は再放送／15:00-16:00）
- おばんでJAZZ（月曜-金曜／23:00-0:00）
  - パーソナリティ：ムーさん（村上康友）
- 知里のなまら推し（月曜／8:00-9:00）
  - パーソナリティ：知里
- しのだ江里子のつれづれ日記（月曜／10:05-10:30）
- 演歌歌謡曲を味わう・村の縄のれん（月曜／19:00-23:00）
- トモミト！（火曜／12:00-12:30）
- ピリカノ（第4週火曜／12:30-13:00）
- 内記章とちはらさきのミュージックフレンズ（火曜／13:00-14:00）
- ちゅーちゅー歌謡曲（火曜／17:00-18:00）
  - パーソナリティ：マモル、ムーさん（村上康友）
- 亜留辺のありがとうをあなたに（火曜／19:00-19:30）
  - パーソナリティ：亜留辺
- 東区情報広場タッピー通信（水曜／10:30-11:00）
- 受付ジョーの時間（水・木曜／13:30-14:00）
  - パーソナリティ：YUKO
- ゆりちゃんのホットひと息ディンプルタイム（水曜／16:00-16:30）
  - パーソナリティ：北條佑里子（ボタニーペインティングアート講師・心理カウンセラー）
- 祭川世人の「ラジオDEよいしょ！」（水曜／20:00-21:00）
- さっぽろ村発！やっぱ千春が好きだべさ～♫（水曜／21:00-22:00）
  - パーソナリティ：Shuichi
- やすと横澤さんのやす横丁（水曜／22:00-23:00）
  - パーソナリティ：やすと横澤さん
- 札幌東消防署防災ガイド（第3週木曜／9:10）
- 地域の安全と安心を守る東警察署セーフティーコール（木曜／11:10）
- Hey!IBS（最終週木曜／17:30-18:00）
  - 北海道札幌国際情報高等学校 放送局[3]
- 降月海弥のPop Up Anniversary！（木曜／21:00-22:00）
- マイプレ情報局（金曜／13:30-14:00）
  - 菅原麻美（就労継続支援B型事業所いきいき東）
- GO!GO!セーフティ！（金曜／17:00-17:30）
- 山田けんじとけいこの今夜もLet’s GO！（金曜／19:00-20:00）
- ユメスポキッズアワー（金曜／20:00-20:30）
  - パーソナリティ：NEO PSYCHO＆語楽ッケンローラー
- NMB48 坂下真心　まこちの真心通信（第3週・4週金曜／20:30-21:00）
  - パーソナリティ：坂下真心（NMB48）
- ももいろはどう?（金曜／22:00-23:00）
  - パーソナリティ：ももねえ
- 安倍理津子の恋人気分で（土曜／8:00-9:00）※FMわっちでもネット放送。
  - パーソナリティ：安倍理津子
- み～よのわくわくモーニング（土曜／9:00-10:00）
  - パーソナリティ：中み〜よ、Kei、いさおくん、高野紀康
- しゅう活café（土曜／12:00-13:00）
- 村上あきらの楽しい音には福来る！（土曜／14:00-15:00）
- IRODORI～大通つうしん～[4]（土曜／15:00-16:00）
  - 市立札幌大通高等学校 メディア局大通高校振興会
- YUKOのコトノハエマキ（土曜／16:00-17:00）
  - パーソナリティ：YUKO、まもる親分
- わんだふぉ！パレットシネマ
  - パーソナリティ：土田篤・竹内さなえ

### 他局ネット番組
- 大山慎介の「復活」北海道・FMびょー
- 西寄ひがしの演歌特選市場